# Idaea rasa
Idaea rasa är en fjärilsart som beskrevs av W. Warren 1898. Idaea rasa ingår i släktet Idaea och familjen mätare. Inga underarter finns listade i Catalogue of Life.